# Azteca
Azteca – rodzaj mrówek należący do podrodziny Dolichoderinae.
Mrówki z tego rodzaju są jadowite. Żyją w symbiozie z drzewami z rodzaju Cecropia chroniąc je przed wrogami.

## Gatunki i podgatunki
- Azteca adrepens (Forel, 1911)
- Azteca aesopus (Forel, 1908)
- Azteca alfari (Emery, 1893)
  - Azteca alfari alfari (Emery, 1893)
  - Azteca alfari beltii (Emery, 1893)
- Azteca alpha (Wilson, 1985)
- Azteca angusticeps (Emery, 1893)
- Azteca aragua (Longino, 1991)
- Azteca aurita (Emery, 1893)
  - Azteca aurita aurita (Emery, 1893)
  - Azteca aurita silvae (Forel, 1899)
- Azteca australis (Wheeler, 1942)
- Azteca barbifex (Forel, 1906)
- Azteca bequaerti (Wheeler & Bequaert, 1929)
- Azteca brevicornis (Mayr, 1878)
  - Azteca brevicornis boliviana (Wheeler, 1942)
  - Azteca brevicornis brevicornis (Mayr, 1878)
- Azteca brevis (Forel, 1899)
- Azteca chartifex (Forel, 1896)
  - Azteca chartifex cearensis (Forel, 1903)
  - Azteca chartifex chartifex (Forel, 1896)
  - Azteca chartifex decipiens (Forel, 1906)
  - Azteca chartifex lanians (Emery, 1912)
  - Azteca chartifex laticeps (Forel, 1899)
  - Azteca chartifex multinida (Forel, 1899)
  - Azteca chartifex spiriti (Forel, 1912)
  - Azteca chartifex stalactitica (Emery, 1896)
- Azteca christopherseni (Forel, 1912)
- Azteca coeruleipennis (Emery, 1893)
- Azteca constructor (Emery, 1896)
- Azteca coussapoae (Forel, 1904)
- Azteca crassicornis (Emery, 1893)
- Azteca delpini (Emery, 1893)
  - Azteca delpini antillana (Forel, 1899)
  - Azteca delpini delpini (Emery, 1893)
  - Azteca delpini trinidadensis (Forel, 1899)
- Azteca depilis (Emery, 1893)
- Azteca duckei (Forel, 1906)
- Azteca duroiae (Forel, 1904)
- Azteca emeryi (Forel, 1904)
- Azteca eumeces (Wilson, 1985)
- Azteca fasciata (Emery, 1893)
  - Azteca fasciata fasciata (Emery, 1893)
  - Azteca fasciata laeta (Wheeler, 1942)
  - Azteca fasciata nigricans (Forel, 1899)
  - Azteca fasciata similis (Mann, 1916)
- Azteca fiebrigi (Forel, 1909)
- Azteca forelii (Emery, 1893)
  - Azteca forelii championi (Forel, 1899)
  - Azteca forelii eiseni (Pergande, 1896)
  - Azteca forelii forelii (Emery, 1893)
  - Azteca forelii raptrix (Forel, 1912)
  - Azteca forelii ursina (Forel, 1899)
  - Azteca forelii xysticola (Forel, 1899)
- Azteca foveiceps (Wheeler, 1921)
- Azteca gnava (Forel, 1906)
  - Azteca gnava cayennensis (Forel, 1912)
  - Azteca gnava gnava (Forel, 1906)
  - Azteca gnava surubrensis (Forel, 1912)
- Azteca godmani (Forel, 1899)
- Azteca goeldii (Forel, 1906)
- Azteca huberi (Forel, 1906)
- Azteca hypophylla (Forel, 1899)
- Azteca iheringi (Forel, 1915)
- Azteca instabilis (Smith, 1862)
  - Azteca instabilis instabilis (Smith, 1862)
  - Azteca instabilis major (Forel, 1899)
  - Azteca instabilis mexicana (Emery, 1896)
- Azteca isthmica (Wheeler, 1942)
- Azteca jelskii (Emery, 1893)
- Azteca lallemandi (Forel, 1899)
- Azteca lanuginosa (Emery, 1893)
  - Azteca lanuginosa clariceps (Santschi, 1933)
  - Azteca lanuginosa lanuginosa (Emery, 1893)
  - Azteca lanuginosa pruinosa (Mann, 1916)
- Azteca lattkei (Longino, 1991)
- Azteca longiceps Emery, 1893)
  - Azteca longiceps cordincola (Forel, 1921
  - Azteca longiceps juruensis (Forel, 1904)
  - Azteca longiceps longiceps (Emery, 1893)
  - Azteca longiceps patruelis (Forel, 1908)
  - Azteca longiceps sapii (Forel, 1912)
- Azteca lucida (Forel, 1899)
- Azteca luederwaldti (Forel, 1909)
- Azteca mayrii (Emery, 1893)
- Azteca merida (Longino, 1991)
- Azteca minor (Forel, 1904)
- Azteca muelleri (Emery, 1893)
  - Azteca muelleri muelleri (Emery, 1893)
  - Azteca muelleri pallida (Stitz, 1937)
  - Azteca muelleri terminalis (Mann, 1916)
- Azteca olitrix (Forel, 1904)
- Azteca ovaticeps (Forel, 1904)
- Azteca paraensis (Forel, 1904)
  - Azteca paraensis bondari (Borgmeier, 1937)
  - Azteca paraensis paraensis (Forel, 1904)
- Azteca petalocephala (Longino, 1991)
- Azteca pittieri (Forel, 1899)
  - Azteca pittieri emarginatisquamis (Forel, 1921)
  - Azteca pittieri pittieri (Forel, 1899)
- Azteca polymorpha (Forel, 1899)
  - Azteca polymorpha bahiana (Forel, 1912)
  - Azteca polymorpha polymorpha (Forel, 1899)
- Azteca prorsa (Wheeler, 1942)
- Azteca salti (Wheeler, 1930)
- Azteca schimperi (Emery, 1893)
- Azteca schumannii (Emery, 1893)
  - Azteca schumannii dubia (Mann, 1916)
  - Azteca schumannii schumanni (Emery, 1893)
  - Azteca schumannii taediosa (Forel, 1904)
- Azteca sericea (Mayr, 1866)
- Azteca severini (Emery, 1896)
- Azteca stanleyuli (Forel, 1921)
- Azteca stigmatica (Emery, 1896)
- Azteca stolli (Forel, 1912)
- Azteca subopaca (Forel, 1899)
- Azteca tachigaliae (Forel, 1904)
- Azteca theresiae (Forel, 1899)
  - Azteca theresiae menceps (Forel, 1912)
  - Azteca theresiae theresiae (Forel, 1899)
- Azteca tonduzi (Forel, 1899)
  - Azteca tonduzi columbica (Forel, 1912)
  - Azteca tonduzi tonduzi (Forel, 1899)
- Azteca trailii (Emery, 1893)
  - Azteca trailii filicis (Forel, 1904)
  - Azteca trailii tillandsiarum (Wheeler, 1942)
  - Azteca trailii tococae (Forel, 1904)
  - Azteca trailii trailii (Emery, 1893)
- Azteca trianguliceps (Forel, 1912)
- Azteca trigona (Emery, 1893)
  - Azteca trigona gaigei (Forel, 1914)
  - Azteca trigona mathildae (Forel, 1906)
  - Azteca trigona mediops (Forel, 1904)
  - Azteca trigona subdentata (Forel, 1904)
  - Azteca trigona trigona (Emery, 1893)
- Azteca ulei (Forel, 1904)
  - Azteca ulei cordiae (Forel, 1904)
  - Azteca ulei gagatina (Wheeler, 1942)
  - Azteca ulei nigricornis (Forel, 1904)
  - Azteca ulei rossi (Forel, 1909)
  - Azteca ulei ulei (Forel, 1904)
- Azteca velox (Forel, 1899)
  - Azteca velox nigra (Forel, 1912)
  - Azteca velox nigriventris (Forel, 1899)
  - Azteca velox rectinota (Forel, 1908)
  - Azteca velox rochai (Forel, 1912)
  - Azteca velox velox (Forel, 1899)
- Azteca xanthochroa (Roger, 1863)